# 阿尔贝拉地区拉罗克
阿尔贝拉地区拉罗克（法語：Laroque-des-Albères，法語發音：[la ʁɔk de.z‿albɛʁ] ⓘ）是法国东比利牛斯省的一个市镇，属于塞雷区。该市镇总面积20.51平方公里，2009年时的人口为2028人。

## 地名
阿尔贝拉是这一地区附近山脉的名称。

## 人口
阿尔贝拉地区拉罗克人口变化图示